# Jörg Michael Peters

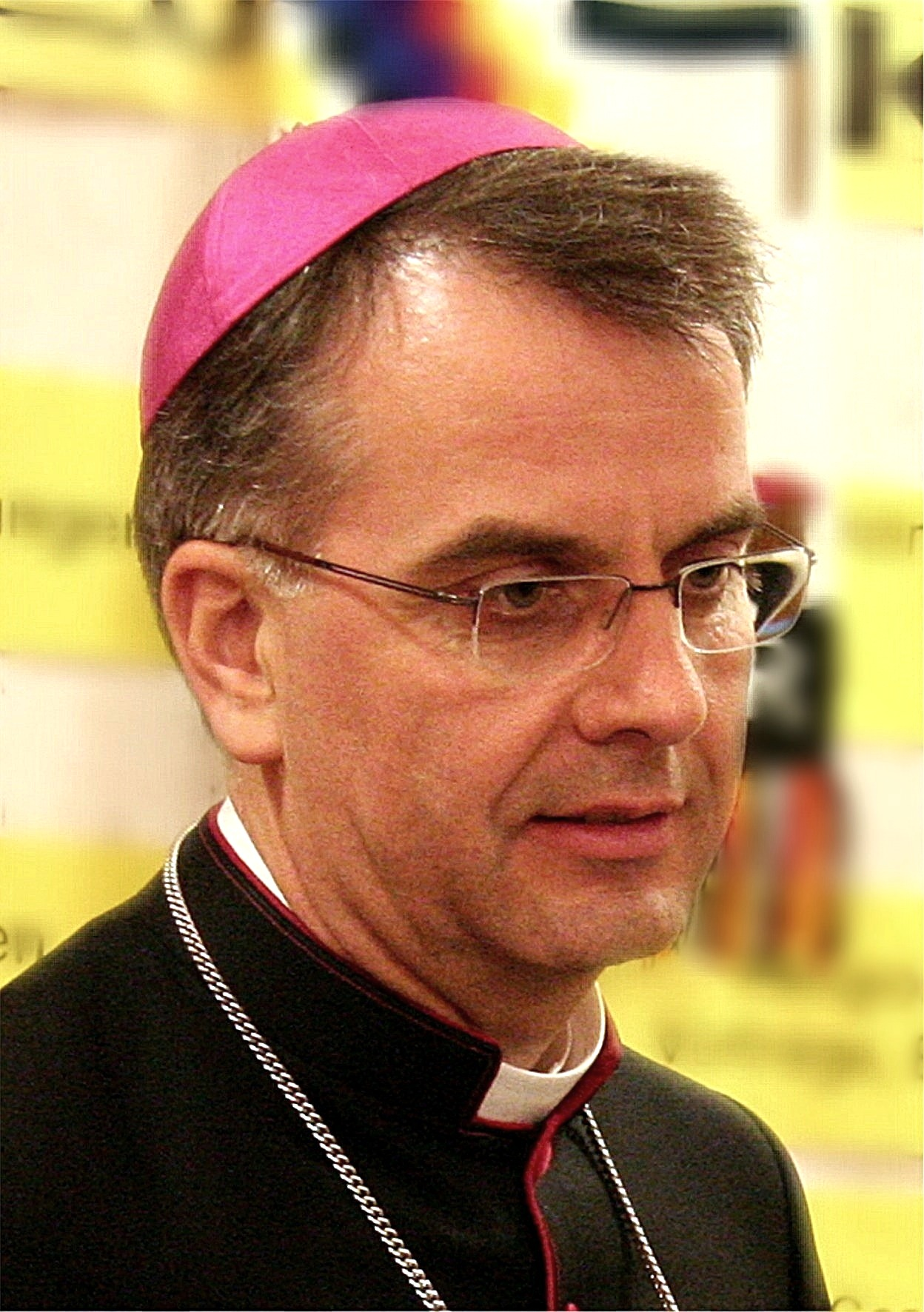
Weihbischof Jörg Michael Peters

Wappen des Weihbischofs

Jörg Michael Peters (* 17. April 1960 in Altenkessel) ist Weihbischof im Bistum Trier.

## Leben
Jörg Michael Peters studierte nach dem Abitur Katholische Theologie und Philosophie an der Theologischen Fakultät Trier. Am 18. Juli 1987 empfing er die Priesterweihe. Anschließend war er bis 1990 Kaplan in Bendorf St. Medard und Weitersburg St. Marien, danach bis 1996 Sekretär und Bischöflicher Kaplan von Bischof Hermann Josef Spital. 1991 wurde er Domvikar am Trierer Dom St. Peter. 1996 ernannte ihn Bischof Spital zum Pfarrer von Losheim am See St. Peter und Paul und Rimlingen Kreuzauffindung, ab 2000 auch zum Pfarrer von Bachem St. Willibrord. 2001 wählte der Dekanatsklerus Jörg Michael Peters zum Dechanten des Dekanates Losheim am See.
Papst Johannes Paul II. ernannte Peters am 9. Dezember 2003 zum Titularbischof von Forum Traiani und zum Weihbischof in Trier. Die Bischofsweihe spendete ihm der Trierer Bischof Reinhard Marx am 8. Februar 2004 im Trierer Dom; Mitkonsekratoren waren Hermann Josef Spital und Weihbischof Leo Schwarz.
In der Deutschen Bischofskonferenz ist Weihbischof Peters stellvertretender Vorsitzender der Jugendkommission; außerdem gehört er der Liturgiekommission und der Unterkommission für die religiösen Beziehungen zum Judentum an und war bis 2022 zuständiger Bischof für die DJK-Sportjugend. Im September 2017 ernannte ihn die Bischofskonferenz zum Nationalen Delegierten für den 52. Internationalen Eucharistischen Kongress in Budapest (13. bis 20. September 2020).
Peters ist im Bistum Trier Bischofsvikar für den Visitationsbezirk Trier, der aus den zum Bistum Trier gehörenden Gebieten des ehemaligen Regierungsbezirk Trier besteht. Zudem ist er Dompropst am Trierer Dom.

## Wappen und Wahlspruch
Der halbrunde, oben geteilte und unten halbgespaltene Schild zeigt auf weißsilbernem Grund ein liegendes rotes Kreuz, das Bistumswappen von Trier. Darunter, vorne auf rotem Grund ein goldener, lanzendurchbohrter Drache (Attribut des Hl. Georg und des Hl. Michael, seiner Namenspatrone), hinten auf blauem Grund ein silberner Schlüssel, der Schlüssel Petri, als Hinweis auf den Nachnamen.
Hinter dem Schild stehend das Bischofskreuz, darüber der grüne Galero (Bischofshut) mit den jeweils sechs herunterhängenden grünen Quasten (fiocchi).
Sein Wahlspruch lautet: Deus fidelis („Gott ist treu“) aus dem 1. Korintherbrief (1 Kor 1,9 ).